# Cratere Sarno
Sarno  è un cratere sulla superficie di Marte.